# Хунза (район)
Район Хунза (урду ضلع ہنزہ) — район у керованому Пакистаном регіоні Гілгіт-Балтистан, що у спірному регіоні Кашмір. Хунза є одним з чотирнадцяти районів Гілгіт-Балтистану. Він був утворений у 2015 році, шляхом розділу району Хунза-Наґар, через рішення уряду утворити більшу кількість адміністративних одиниць у регіоні. Центр регіону — місто Карімабад.